# Forte de Nossa Senhora da Lapa do Ribeirão da Ilha
O Forte de Nossa Senhora da Lapa do Ribeirão da Ilha localizava-se ao norte da ponta de Caiacanga-Açú, na antiga freguesia de Nossa Senhora da Lapa do Ribeirão da Ilha, no extremo sul da ilha de Santa Catarina, no litoral do estado de Santa Catarina, no Brasil.

## História
O "Relatório do governador da Capitania, Tenente-coronel João Alberto de Miranda Ribeiro (1793-1800) ao Vice-rei D. José Luís de Castro (1790-1801), datado de 1797", reporta que, no Distrito do Ribeirão, onde se situa a Capela de Nossa Senhora da Lapa, se fazia mister haver uma freguesia, para o socorro espiritual daqueles povos. Tal fato viria a ocorrer apenas em 1809, durante o governo de D. Luís Maurício da Silveira (1805-1817), com a denominação de Freguesia de Nossa Senhora da Lapa do Ribeirão da Ilha, compreendendo todo o território meridional da Ilha de Santa Catarina. A partir de 1938, a sede do então distrito do Ribeirão, passou a se denominar Vila Ribeirão.
SOUZA (1885) refere esta estrutura, desaparecida à época (1885), completando que a sua posição se acha indicada na Carta, levantada em 1842, por José Joaquim Machado de Oliveira (op. cit., p. 126;). GARRIDO (1940) refere que se acha assinalada na planta da cidade do Desterro levantada pelo Major Antônio Florêncio Pereira do Lago (op. cit., p. 144).